# Kanton Masevaux-Niederbruck
Der Kanton Masevaux-Niederbruck ist seit 1790 ein französischer Wahlkreis in den Arrondissements Altkirch und Thann-Guebwiller im Département Haut-Rhin und in der Region Grand Est (bis 2015 Elsass).

## Geschichte
Der Kanton wurde am 4. März 1790 im Zuge der Einrichtung der Départements als Teil des damaligen „Distrikts Belfort“ gegründet. Mit der Gründung der Arrondissements am 17. Februar 1800 wurde der Kanton als Teil des damaligen Arrondissements Belfort neu zugeschnitten. Von 1871 bis 1919 gab es keine weitere Untergliederung des damaligen Kreises Masmünster. Vom 28. Juni 1919 bis im März 2015 war der Kanton Teil des Arrondissements Thann. Seit der Neugliederung der Kantone im Jahr 2015 liegen die Gemeinden teils im Arrondissement Altkirch, teilweise im Arrondissement Thann-Guebwiller.    
Am 22. März 2015 wurde der Kanton anlässlich der Neuordnung der Kantone von 15 auf 62 Gemeinden vergrößert. Die bis 2015 zum Kanton gehörende Gemeinde Bourbach-le-Haut wechselte zum Kanton Cernay. Zu den verbleibenden 14 Gemeinden des bisherigen Kantons Masevaux kamen noch alle 30 Gemeinden des Kantons Dannemarie, 11 der 24 Gemeinden des Kantons Hirsingue, 3 der 11 Gemeinden des Kantons Cernay (Bernwiller, Burnhaupt-le-Bas und Burnhaupt-le-Haut), 2 der 27 Gemeinden des Kantons Altkirch (Ballersdorf und Eglingen) und je 1 Gemeinde aus den Kantonen Ferrette (Mooslargue) und Thann (Guewenheim). 
Siehe auch Geschichte Haut-Rhin und Geschichte Arrondissement Altkirch.
Anlässlich der Gründung der Commune nouvelle Masevaux-Niederbruck in 2016 erfolgte die Umbenennung des Kantons von vormals Kanton Masevaux zum aktuellen Namen per Dekret vom 24. Februar 2021.

## Geografie
Der heutige Kanton grenzt im Norden und Nordosten an den Kanton Cernay, im Osten an den Kanton Kingersheim, im Osten und Südosten an den Kanton Altkirch, im Süden, Südwesten und Westen ans Département Territoire de Belfort sowie im Westen und Nordwesten ans Département Vosges.

## Gemeinden
Der Kanton besteht aus 59 Gemeinden mit insgesamt 38.245 Einwohnern (Stand: 1. Januar 2022) auf einer Gesamtfläche von 390,44 km²:
| Gemeinde                    | Elsässisch               | Deutsch                | Einwohner (2022) | Fläche (km²) | Code postal | Code Insee | Arrondissement   |
| --------------------------- | ------------------------ | ---------------------- | ---------------- | ------------ | ----------- | ---------- | ---------------- |
| Altenach                    | Àltenàch                 | Altenach               | 378              | 6,18         | 68210       | 68002      | Altkirch         |
| Ballersdorf                 | Ballerschdorf            | Ballersdorf            | 815              | 10,72        | 68210       | 68017      | Altkirch         |
| Balschwiller                | Bàlschwíller             | Balschweiler           | 736              | 9,79         | 68210       | 68018      | Altkirch         |
| Bellemagny                  | Baretswiller             | Baronsweiler           | 148              | 2,10         | 68210       | 68024      | Altkirch         |
| Bernwiller                  | Barnwiller               | Bernweiler             | 1.209            | 10,65        | 68210       | 68006      | Altkirch         |
| Bréchaumont                 | Bruckedswiller           | Brückensweiler         | 406              | 6,51         | 68210       | 68050      | Altkirch         |
| Bretten                     | Bratte                   | Bretten                | 185              | 4,16         | 68780       | 68052      | Altkirch         |
| Buethwiller                 | Büethwiller              | Bütweiler              | 244              | 3,84         | 68210       | 68057      | Altkirch         |
| Burnhaupt-le-Bas            | Neederburnhaipt          | Niederburnhaupt        | 1.981            | 11,77        | 68520       | 68059      | Thann-Guebwiller |
| Burnhaupt-le-Haut           | Ewerburnhaipt            | Oberburnhaupt          | 1.753            | 12,49        | 68520       | 68060      | Thann-Guebwiller |
| Chavannes-sur-l’Étang       | Schaffnèt am Wyèr        | Schaffnatt am Weiher   | 655              | 6,04         | 68210       | 68065      | Altkirch         |
| Dannemarie                  | Dàmmerkìlch              | Dammerkirch            | 2.258            | 4,35         | 68210       | 68068      | Altkirch         |
| Diefmatten                  | Diefmàtte                | Diefmatten             | 301              | 3,17         | 68780       | 68071      | Altkirch         |
| Dolleren                    | Dollere                  | Dolleren               | 460              | 8,37         | 68290       | 68073      | Thann-Guebwiller |
| Eglingen                    | Eglínge                  | Eglingen               | 365              | 3,72         | 68720       | 68077      | Altkirch         |
| Elbach                      | Albach                   | Elbach                 | 270              | 3,18         | 68210       | 68079      | Altkirch         |
| Eteimbes                    | Welschestaibach          | Welschensteinbach      | 397              | 4,96         | 68210       | 68085      | Altkirch         |
| Falkwiller                  | Fàlkwiller               | Falkweiler             | 211              | 3,55         | 68210       | 68086      | Altkirch         |
| Friesen                     | Friese                   | Friesen                | 667              | 8,42         | 68580       | 68098      | Altkirch         |
| Fulleren                    | Fíllere                  | Fülleren               | 337              | 5,31         | 68210       | 68100      | Altkirch         |
| Gildwiller                  | Gíldwíller               | Gildweiler             | 259              | 5,02         | 68210       | 68105      | Altkirch         |
| Gommersdorf                 | Gummerschdorf            | Gommersdorf            | 394              | 4,15         | 68210       | 68107      | Altkirch         |
| Guevenatten                 | Gavenàtt                 | Gevenatten             | 156              | 2,15         | 68210       | 68114      | Altkirch         |
| Guewenheim                  | Gaiwene                  | Gewenheim              | 1.353            | 8,55         | 68116       | 68115      | Thann-Guebwiller |
| Hagenbach                   | Hàgebàch                 | Hagenbach              | 766              | 4,81         | 68210       | 68119      | Altkirch         |
| Hecken                      | Hecke                    | Hecken                 | 529              | 2,45         | 68210       | 68125      | Altkirch         |
| Hindlingen                  | Hìndlìnge/Entreigne      | Hindlingen             | 631              | 8,00         | 68580       | 68137      | Altkirch         |
| Kirchberg                   | Kírechbarg               | Kirchberg              | 716              | 6,74         | 68290       | 68167      | Thann-Guebwiller |
| Largitzen                   | Làrgítze                 | Largizen               | 333              | 5,60         | 68580       | 68176      | Altkirch         |
| Lauw                        | d Ài                     | Aue                    | 896              | 4,61         | 68290       | 68179      | Thann-Guebwiller |
| Le Haut Soultzbach          | Ewersulzbàch             | Obersulzbach           | 867              | 11,60        | 68780       | 68219      | Thann-Guebwiller |
| Magny                       | Mànglàtt                 | Magny                  | 286              | 4,30         | 68210       | 68196      | Altkirch         |
| Manspach                    | Mànschbàch               | Manspach               | 533              | 5,33         | 68210       | 68200      | Altkirch         |
| Masevaux-Niederbruck        | Màsmìnschter-Niderbrucke | Masmünster-Niederbruck | 3.615            | 26,99        | 68290       | 68201      | Thann-Guebwiller |
| Mertzen                     | Merze                    | Merzen                 | 196              | 2,01         | 68210       | 68202      | Altkirch         |
| Montreux-Jeune              | Jungmínschtràl           | Jung-Münsterol         | 368              | 3,36         | 68210       | 68214      | Altkirch         |
| Montreux-Vieux              | Àltmínschtràl            | Alt-Münsterol          | 924              | 4,14         | 68210       | 68215      | Altkirch         |
| Mooslargue                  | Moos-Neederlàrg          | Moos-Niederlarg        | 405              | 5,63         | 68580       | 68216      | Altkirch         |
| Oberbruck                   | Owerbrucke               | Oberbruck              | 390              | 4,30         | 68290       | 68239      | Thann-Guebwiller |
| Pfetterhouse                | Pfatterhüse              | Pfetterhausen          | 967              | 14,28        | 68480       | 68257      | Altkirch         |
| Retzwiller                  | Ratzwíller               | Retzweiler             | 694              | 4,10         | 68210       | 68268      | Altkirch         |
| Rimbach-près-Masevaux       | Rímbàch                  | Rimbach                | 433              | 16,66        | 68290       | 68275      | Thann-Guebwiller |
| Romagny                     | Romààni                  | Romagny                | 275              | 2,89         | 68210       | 68282      | Altkirch         |
| Saint-Cosme                 | Sàm Koschma              | Sankt Kosman           | 77               | 2,71         | 68210       | 68293      | Altkirch         |
| Saint-Ulrich                | Sant Üelri               | Sankt Ulrich           | 303              | 3,85         | 68210       | 68299      | Altkirch         |
| Sentheim                    | Sante                    | Sentheim               | 1.534            | 6,18         | 68780       | 68304      | Thann-Guebwiller |
| Seppois-le-Bas              | Sept                     | Niedersept             | 1.426            | 6,73         | 68580       | 68305      | Altkirch         |
| Seppois-le-Haut             | Obersept                 | Obersept               | 504              | 6,27         | 68580       | 68306      | Altkirch         |
| Sewen                       | Seewe                    | Sewen                  | 488              | 21,50        | 68290       | 68307      | Thann-Guebwiller |
| Sickert                     | Seekert                  | Sickert                | 331              | 5,12         | 68290       | 68308      | Thann-Guebwiller |
| Soppe-le-Bas                | Needersulzbàch           | Niedersulzbach         | 780              | 5,68         | 68780       | 68313      | Thann-Guebwiller |
| Sternenberg                 | Starnebarg               | Sternenberg            | 145              | 3,44         | 68780       | 68326      | Altkirch         |
| Strueth                     | Strüeth                  | Strüth                 | 354              | 4,31         | 68580       | 68330      | Altkirch         |
| Traubach-le-Bas             | Needertröibàch           | Niedertraubach         | 464              | 6,78         | 68210       | 68336      | Altkirch         |
| Traubach-le-Haut            | Ewertröibàch             | Obertraubach           | 636              | 6,91         | 68210       | 68337      | Altkirch         |
| Ueberstrass                 | Íwerstrooss              | Überstrass             | 345              | 5,12         | 68580       | 68340      | Altkirch         |
| Valdieu-Lutran              | Grüene-Lüttre            | Gottestal-Lüttern      | 423              | 5,17         | 68210       | 68192      | Altkirch         |
| Wegscheid                   | Wagschaid                | Wegscheid              | 317              | 10,06        | 68290       | 68361      | Thann-Guebwiller |
| Wolfersdorf                 | Wolferschdorf            | Wolfersdorf            | 356              | 3,66         | 68210       | 68378      | Altkirch         |
| Kanton Masevaux-Niederbruck | Màsmìnschter-Niderbrucke | Masmünster-Niederbruck | 38.245           | 390,44       | -           | 6809       | -                |

Bis zur landesweiten Neuordnung der französischen Kantone im März 2015 gehörten zum Kanton Masevaux die 15 Gemeinden Bourbach-le-Haut, Dolleren, Kirchberg, Lauw, Masevaux, Mortzwiller, Niederbruck, Oberbruck, Rimbach-près-Masevaux, Sentheim, Sewen, Sickert, Soppe-le-Bas, Soppe-le-Haut und Wegscheid. Sein Zuschnitt entsprach einer Fläche von 134,67 km2. Er besaß vor 2015 einen anderen INSEE-Code als heute, nämlich 6815.

## Veränderungen im Gemeindebestand seit 2015
2016: 
- Fusion Mortzwiller und Soppe-le-Haut → Le Haut Soultzbach
- Fusion Masevaux und Niederbruck → Masevaux-Niederbruck

## Politik
Seit 1945 hatte der Kanton folgende Abgeordnete im Rat des Départements:
| Vertreter im conseil général des Départements | Vertreter im conseil général des Départements | Vertreter im conseil général des Départements |
| Amtszeit                                      | Name                                          | Partei                                        |
| --------------------------------------------- | --------------------------------------------- | --------------------------------------------- |
| 1945–1955                                     | Jacques André                                 | RPF, danach Divers droite                     |
| 1955–1955                                     | Joseph Gebel                                  | Divers droite                                 |
| 1956–1992                                     | Louis Uhlrich                                 | MRP, danach Centre démocrate und UDF-CDS      |
| 1992–2011                                     | Jean-Luc Reitzer                              | parteilos                                     |
| 2011–2015                                     | Laurent Lerch                                 | parteilos, danach UDI                         |
| 2015–2021                                     | Fabienne Orlandi Rémi With                    | DVD                                           |
| 2021–                                         | Maxime Beltzung Isabelle Hector-Butz          | LR                                            |